# Салабай, Антон Александрович
Анто́н Алекса́ндрович Салаба́й (укр. Антон Олександрович Салабай; род. 12 июня 2002, Киев) — украинский футболист, нападающий ковалёвского «Колоса».

## Биография
Воспитанник клубов из Киева и Киевской области, в составе которых выступал в ДЮФЛУ.
В августе 2019 переведен в первую команду новичка высшего дивизиона чемпионата Украины, «Колоса». В конце октября 2020 года продлил соглашение с коваловским клубом на 2,5 года. Начиная с сезона 2020/21 годов выступал в основном за молодёжную команду «Колоса». Дебютировал за первую команду «ковалёвцев» 9 мая 2021 года в проигранном (0:3) домашнем поединке 26-го тура Премьер-лиги против киевского «Динамо». Антон вышел на поле на 90+1-й минуте, заменив Вячеслава Чурко.